# December, 2014 (The Winter's Tale)
«December, 2014 (The Winter’s Tale)» es una canción grabada por la boy band surcoreana EXO para su álbum en vivo titulado Exology Chapter 1: The Lost Planet. Fue publicado en coreano por S.M. Entertainment el 19 de diciembre de 2014 antes del lanzamiento del álbum.

## Antecedentes y lanzamiento
El 15 de diciembre de 2014, se reveló que EXO lanzaría «December, 2014 (The Winter’s Tale)» a través del juego para móviles SuperStar SMTOWN como una banda sonora. Un teaser de la canción fue publicado el mismo día. La canción es grabada por D.O., Baekhyun y Chen.

## Recepción
«December, 2014 (The Winter's Tale)» debutó en el número uno en Gaon Weekly Digital Chart, y en el número catorce en Billboard World Digital Songs.

## Posicionamientos en listas y ventas
| Lista(2014)                     | Mejor posición |
| ------------------------------- | -------------- |
| Gaon Music Chart                | 1              |
| World Digital Songs (Billboard) | 14             |

| Lista (2014) | Mejor posición |
| ------------ | -------------- |
| Gaon         | 32             |

### Ventas
| Región               | Ventas  |
| -------------------- | ------- |
| Corea del Sur (Gaon) | 176 154 |